# Anas capensis
L'alzavola del Capo, anche anatra del Capo (Anas capensis Gmelin, 1789) è un uccello della famiglia degli Anatidi.

## Descrizione
Si tratta di una tra le più piccole specie appartenenti al genere Anas, lunga in media 35 cm e con un peso di 320-500 grammi; il piumaggio è grigio pallido chiazzato di marrone, il caratteristico specchio sulle penne remiganti interne è di color verde scuro orlato di bianco, il becco è rosa e l'iride degli occhi è di colore rosso; non c'è dimorfismo sessuale.

## Habitat
È diffusa nell'Africa meridionale, vive presso laghi e paludi poco profondi delle zone interne, presso estuari di fiumi e lagune lungo le coste.

## Riproduzione
La femmina depone generalmente 7-8 uova che cova per un periodo di 25-26 giorni; gli anatroccoli nati impiegano poi 6 settimane per crescere. La mortalità in questa fase è alta, dovuta soprattutto ai predatori, nonostante la madre difenda caparbiamente i piccoli.

## Alimentazione
Si ciba di piante acquatiche, plancton, crostacei e insetti acquatici. Sono vere anatre tuffatrici, si immergono alla ricerca di cibo e sono capaci di nuotare sott'acqua per mezzo delle loro ali usate come pinne. Il becco è provvisto di dentellature che permettono di filtrare l'acqua catturando plancton e piccoli animali.

## Comportamento e abitudini
Il maschio come richiamo emette un fischio, la femmina invece emette un quack nasale. Caratteristico di questa specie è una sorta di balletto eseguito sul pelo dell'acqua, un rapido movimento in semicerchio mostrando lo specchio delle ali aperte.
Questa specie non è in pericolo, anzi, è numerosa ed in aumento grazie alle riserve e parchi istituiti; viene comunque cacciata dall'uomo per alimentarsi e anche da molti animali predatori.